# Arothron meleagris
Arothron meleagris is een straalvinnige vissensoort uit de familie van de kogelvissen (Tetraodontidae). De wetenschappelijke naam is gepubliceerd in 1798.

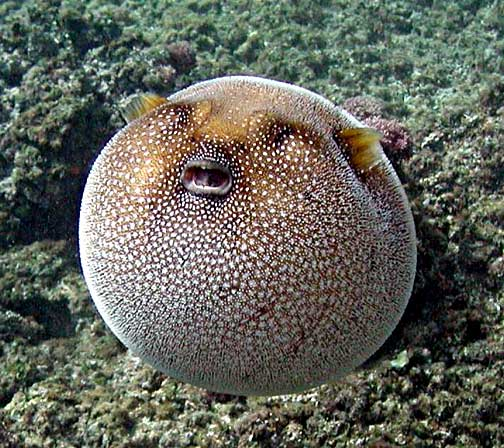
Opgeblazen toestand
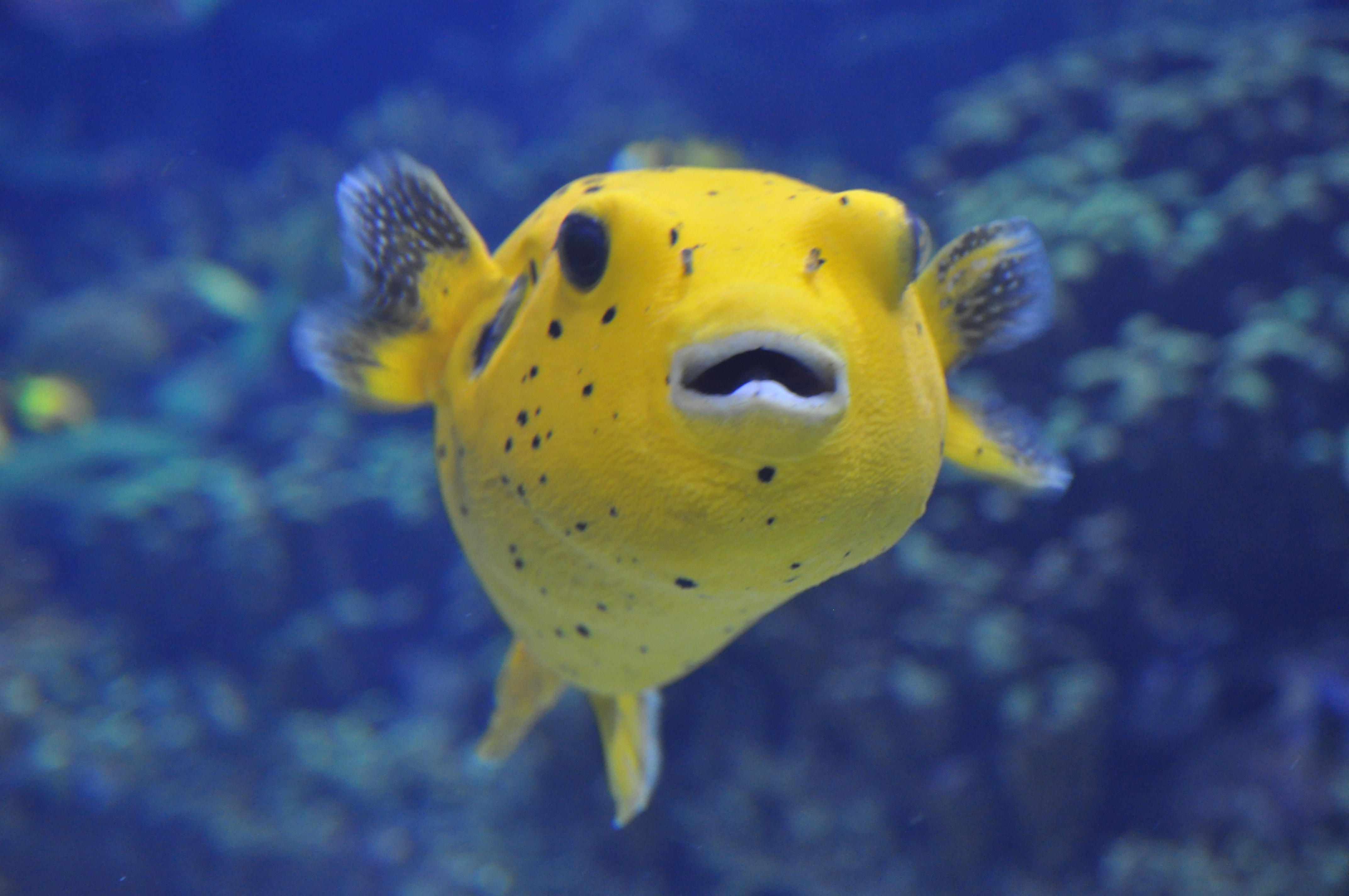
Gele variant